# Bituminaria bituminosa
Bituminaria bituminosa (смоляниця південна, або псоралея смоляна як Psoralea bituminosa) — вид рослин родини бобові (Fabaceae), поширений у Макаронезії, середземноморському та чорноморському регіонах. лат. bituminosa — «як смола, бітум».

## Морфологія
Багаторічна рослина із більш-менш запушеними й деревними при основі стеблами 20–100 см завдовжки. Листки 3-фрагментні й мають характерний запах бітуму. Окремі листочки від яйцеподібних до еліптичних, від 1 до 6 см в довжину і від 0,5 до 3 см шириною. Від близько 7 до 30 квітів зібрані в щільному до 3,5 см шириною кошиковому суцвітті. Віночок синьо-фіолетовий, рідко фіолетовий. Плоди — яйцевиді, волохаті стручки, 13–19 мм. Насіння 2,5–3 × 5,4 мм.

## Поширення, біологія
Поширення: Північна Африка: Алжир; [п.] Лівія [п.]; Марокко; Туніс. Західна Азія: Кіпр; Єгипет — Синай; Ізраїль; Йорданія [зх.]; Ліван; Сирія [зх.]; Туреччина. Кавказ: Грузія; Росія — Передкавказзя. Європа: Україна [Крим]; Албанія; Болгарія; Колишня Югославія; Греція [вкл. Крит]; Італія [вкл. Сардинія, Сицилія]; Румунія; Франція [пд. і Корсика]; Португалія [вкл. Мадейра]; Гібралтар; Іспанія [вкл. Балеарські острови, Канарські острови].
Населяє скелясті середовища або узлісся, а також узбіччя доріг і береги рік; росте на глиняних субстратах, суглинках, карбонатах, рідше пісках, сланцях або кварцитових породах на висотах 0–1250 м. Цвіте і плодоносить з березня по липень.
В Україні зростає у світлих лісах, чагарниках і на відкритих схилах у гірському Криму.

## Використання
Рослина може бути використана як кормова культура чи фітостабілізатор ґрунтів, забруднених важкими металами або які деградували.

## Галерея

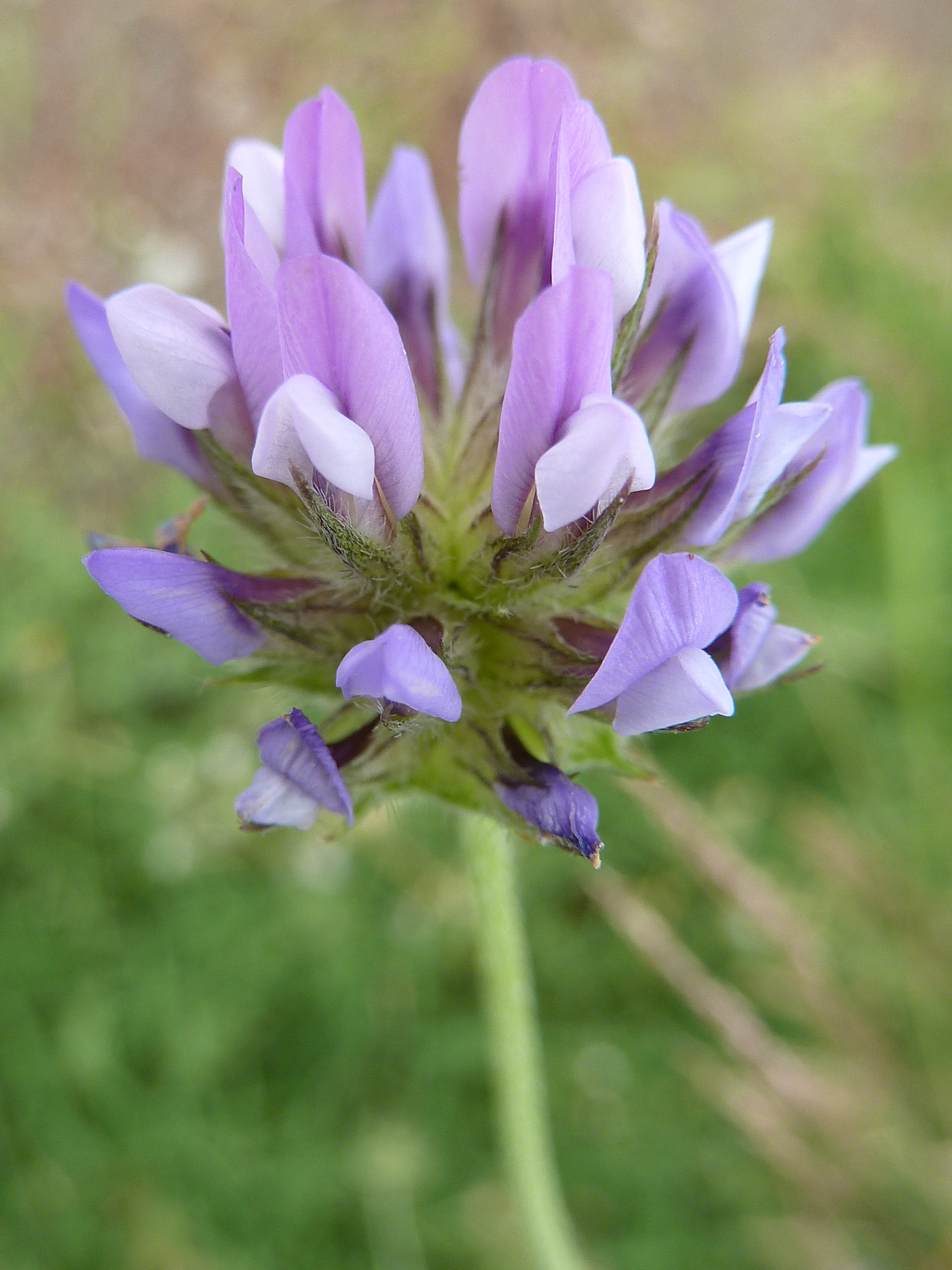
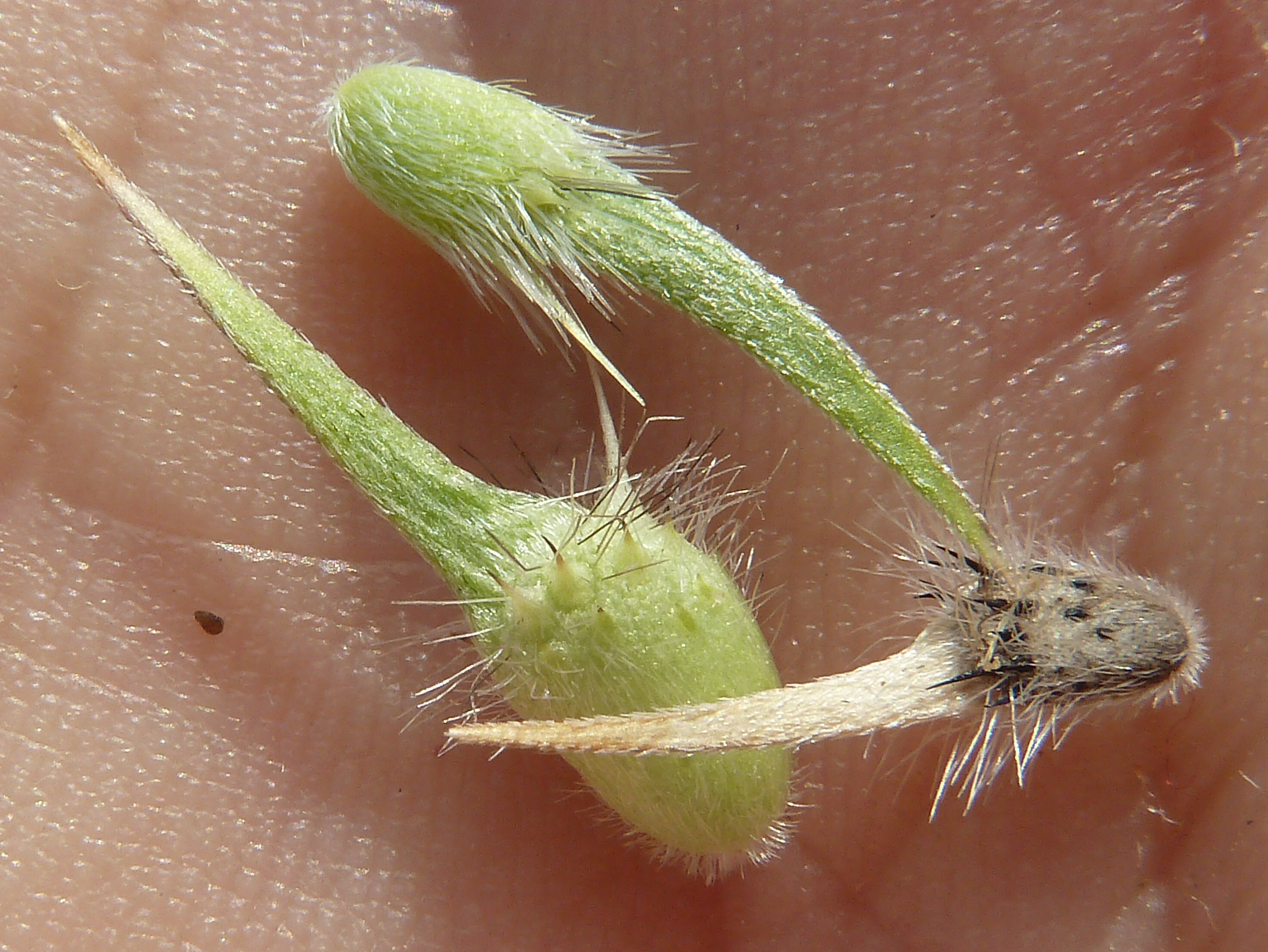
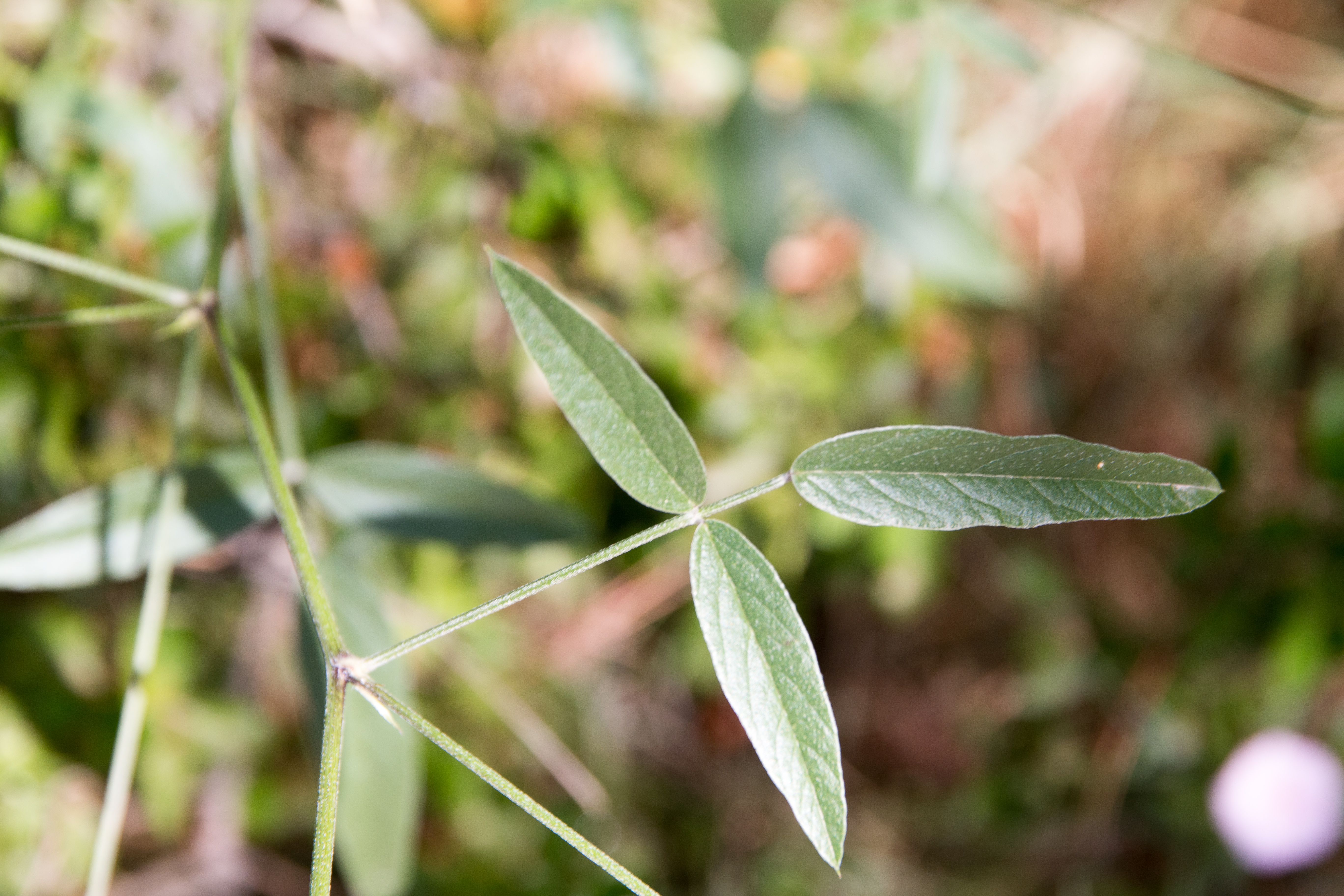
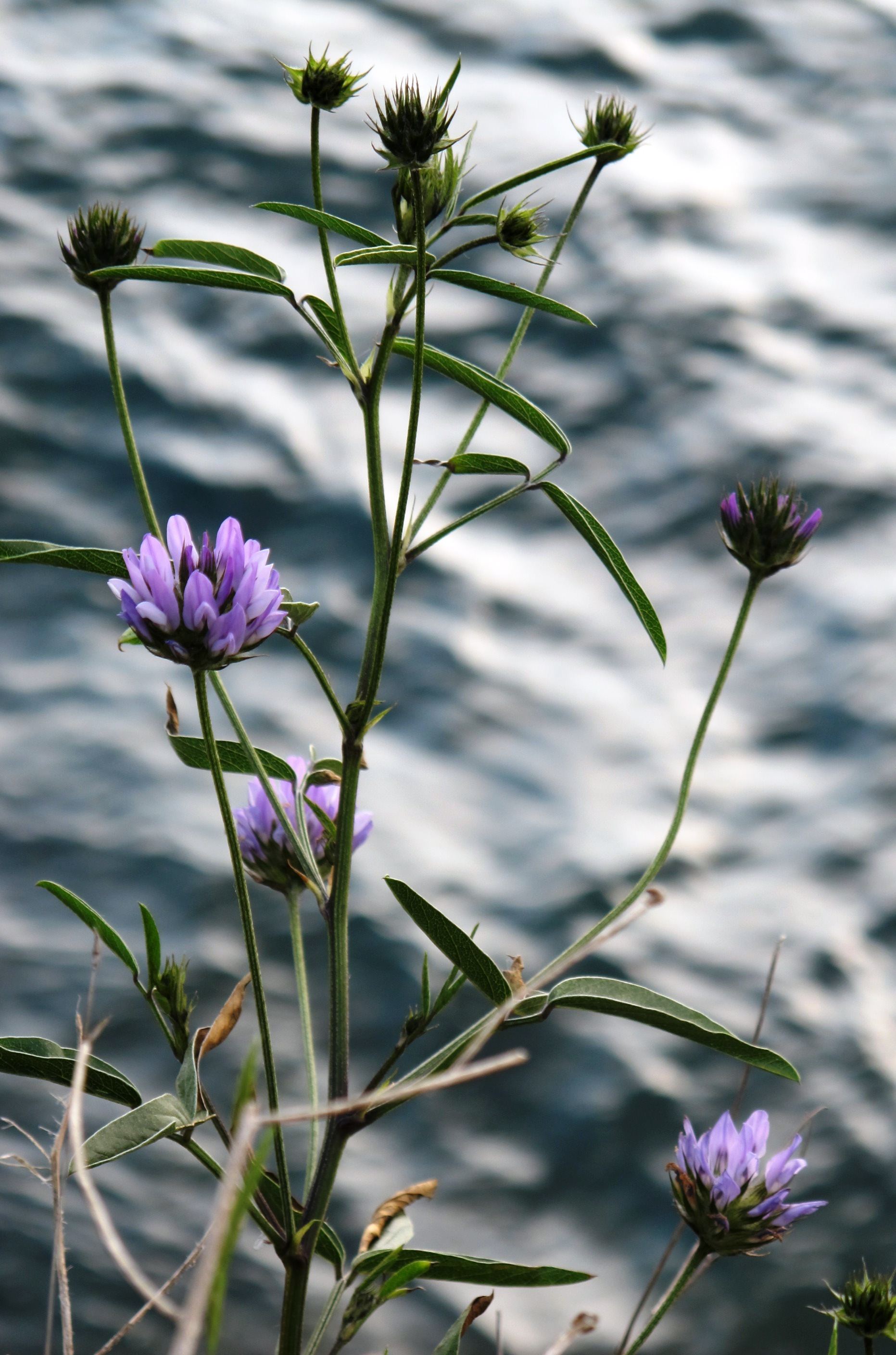